# Hiệp hội Nhựa Việt Nam
Hiệp hội Nhựa Việt Nam là tổ chức xã hội nghề nghiệp, phi chính phủ, phi lợi nhuận của những người, doanh nghiệp, tổ chức hoạt động trong lĩnh vực sản xuất, chế biến, kinh doanh, sử dụng, nghiên cứu và quản lý có liên quan trực tiếp hoặc gián tiếp đến lĩnh vực nhựa (chất dẻo) tại Việt Nam. Hiệp hội có tên giao dịch tiếng Anh là Vietnam Plastics Association, viết tắt là VPA .
Điều lệ Hiệp hội hiện hành được Bộ Nội vụ Việt Nam phê duyệt tại Quyết định số 443/QĐ-BNV ngày 2 tháng 4 năm 2008.
Văn phòng Hiệp hội đặt tại địa chỉ Số 156 Nam Kỳ Khởi Nghĩa, Quận 1, Thành phố Hồ Chí Minh, Việt Nam.